# Енігма (фільм, 2009)
«Енігма» (Enigma) — науково-фантастичний короткометражний фільм 2009 року. Сценарій і режисура братів Шумвей.

## Про фільм
Транспортний корабель «Генезис» дрейфує у космосі. Весь його екіпаж загинув після того, як проста місія закінчилася катастрофічною втечею VIP-бранця.
Люди перебувають у часі кризи — вони ведуть війну проти набагато сильнішого супротивника, інопланетної раси кнідарійці. Після кривавої атаки на військовий корабель «Vendetta» спецназ зміг захопити першого кнідарійського в'язня під кодовою назвою 71099. Розуміючи, що військовий транспорт буде занадто очевидною ціллю для ворога, було залучено позаштатний корабель «Genesis» — щоб таємно перевезти бранця до в'язниці суворого режиму на супутнику Марса Демосі.
Однак корабель так і не прибув. Генерал Ротман очолює слідчу групу та має намір докопатися до суті цієї таємниці — адже однією із загиблих була його племінниця.
Незважаючи на всі зусилля, слідчій групі незрозуміло, що сталося під час цього польоту.

## Знімались
| Актор        | Роль                   |
| ------------ | ---------------------- |
| Рейчел Райлі | Гайткіпер              |
| Метт Шумвей  | член наземного екіпажу |
| Дерек Шізуто | науковець              |